# Staubbachfall

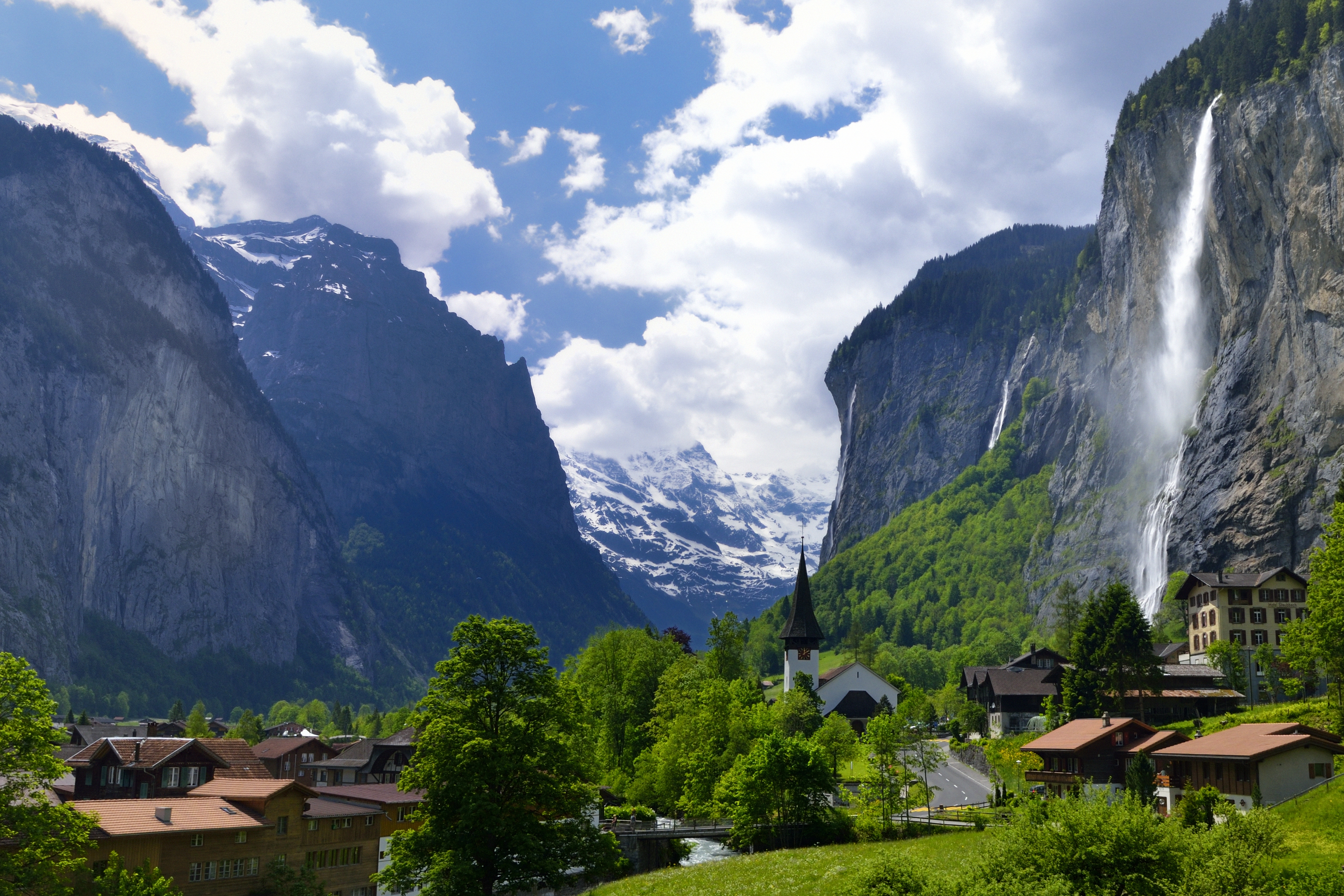
Lauterbrunnen - Staubbachfall

La cascada del Staubbach és una cascada del rierol Staubbach localitzada a la comuna de Lauterbrunnen, a la regió del Oberland bernés, Suïssa. L'aigua cau des d'una altura de gairebé 300 metres des de la vall i desemboca en el riu Lütschine, un riu de la conca del Rin. A l'estiu, els vents càlids formen remolins a l'aigua en totes direccions i provoquen la seva polvorització, que dona origen al nom de la riera i la cascada, que traduïts signifiquen rierol d'aigua polvoritzada. La cascada Staubbachfall, ubicada a les rodalies de Lauterbrunnen, és un dels salts d'aigua de caiguda lliure més alt d'Europa, i ha atret des de l'Antiguitat tant a romàntics com a amants de la natura. És la font d'inspiració de la poesia de Johann Wolfgang von Goethe "Cant dels esperits sobre les aigües".
El salt forma part de les 72 cascades de la Vall de Lauterbrunnen i està situada molt a prop d'altres espectacles aquàtics naturals, com les cascades cavades a la roca Trümmelbachfälle. A l'estiu, és possible accedir a les cascades per un petit camí i una galeria que va per les roques. Una sèrie de panells informatius lliuren informació de context de caràcter històric i científic sobre aquest espectacle natural.

## Galeria d'imatges

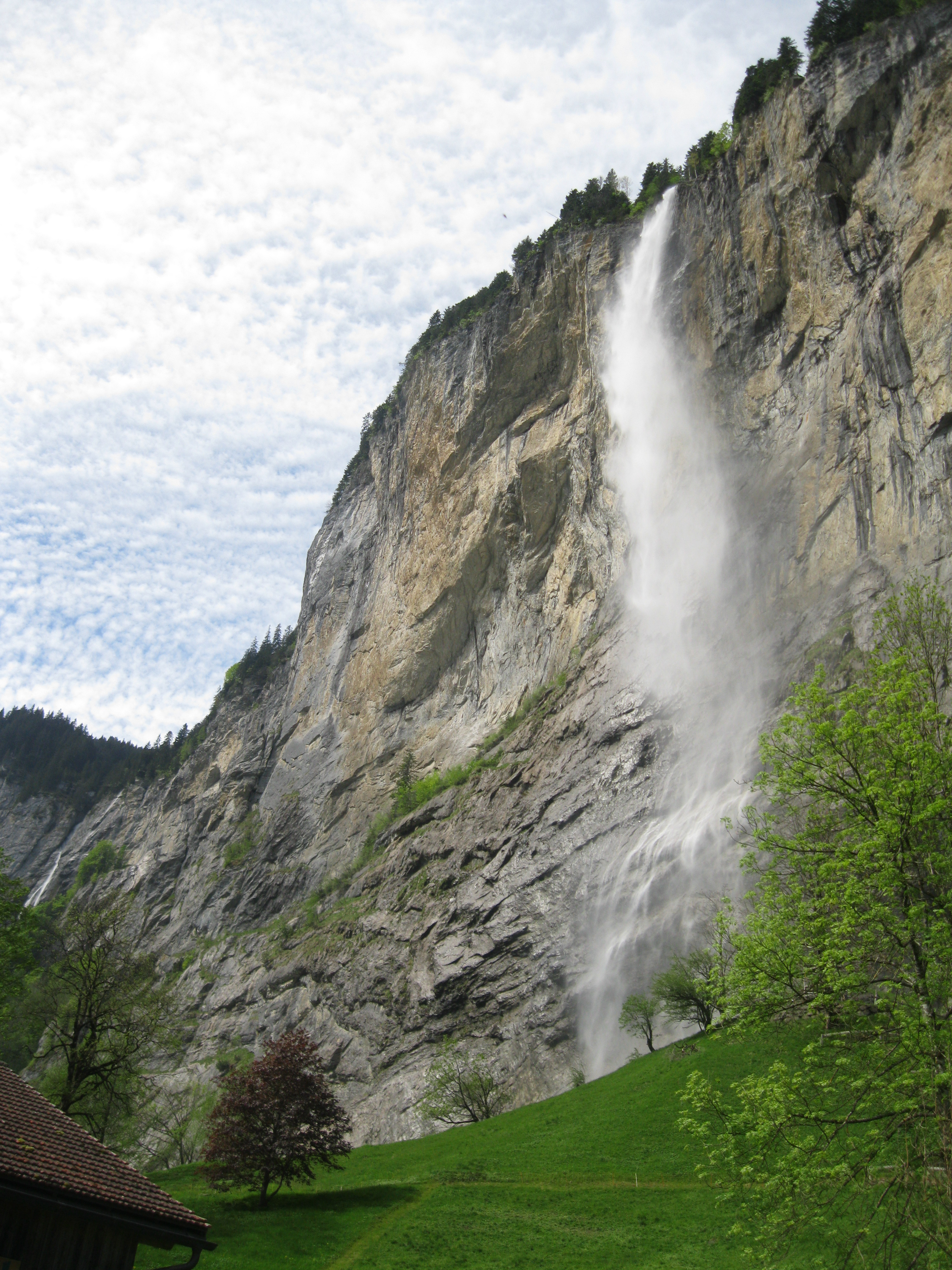
Cascada de Staubbachfall
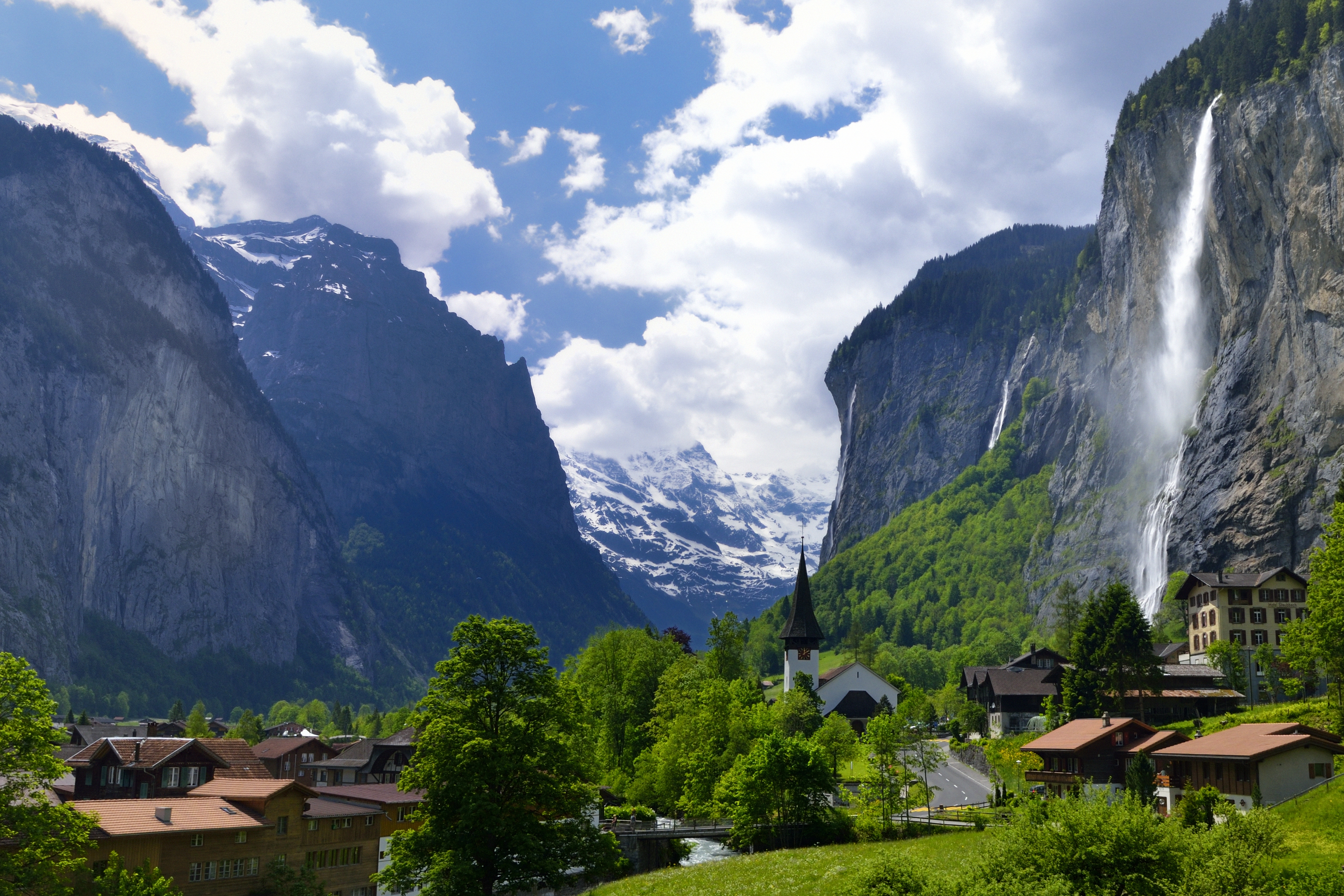
Vista del poble i la cascada
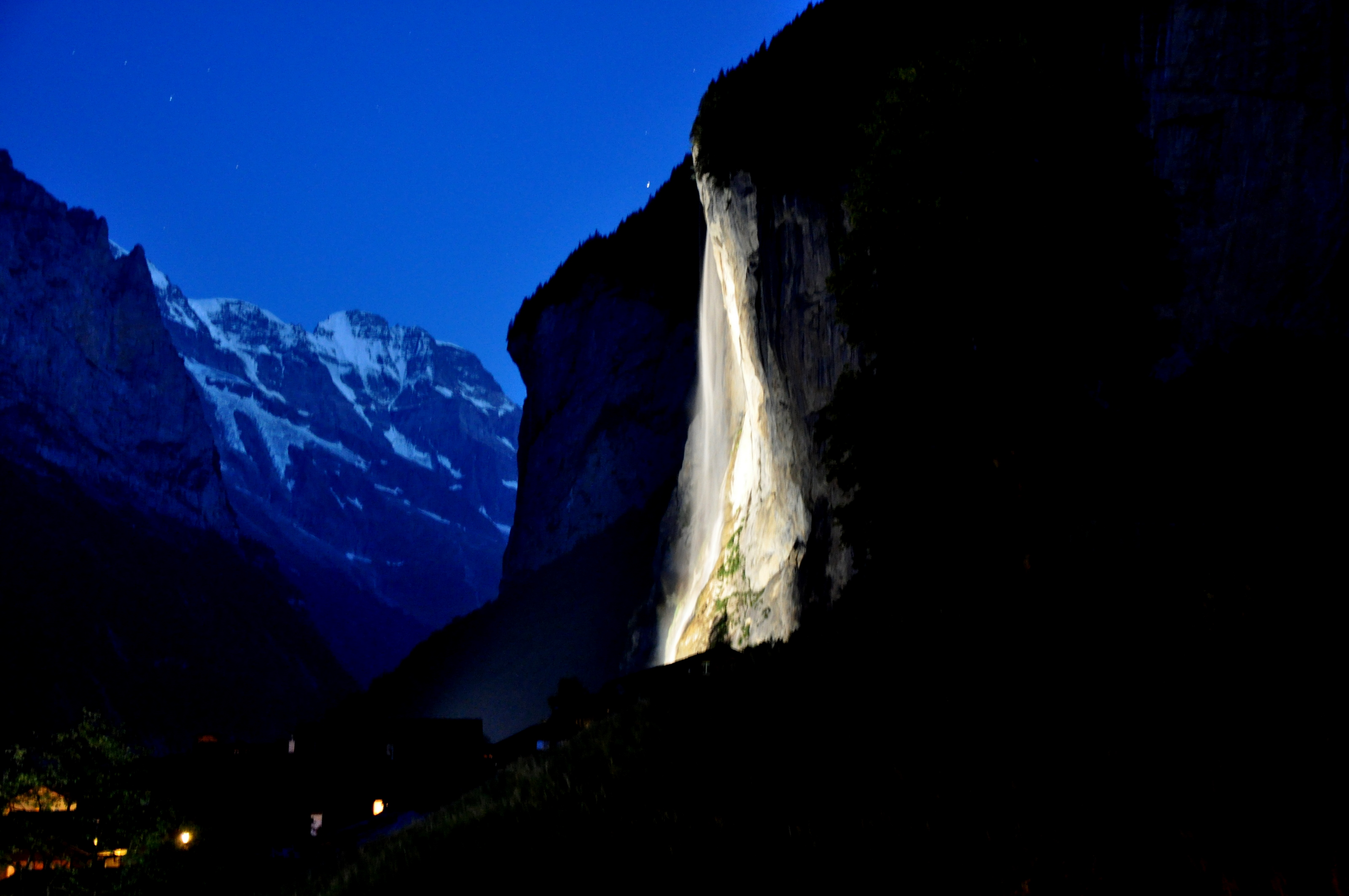
Vista noctuna de l'Staubbachfall